# Stratton (film)
Stratton is een Britse  actiefilm uit 2017. De film is gebaseerd op de gelijknamige boekenserie van Duncan Falconer.

## Plot
Soldaat John Stratton moet een terroristencel oprollen.

## Rolverdeling
- Dominic Cooper - John Stratton
- Gemma Chan - Aggy
- Austin Stowell - Hank
- Tyler Hoechlin - Marty
- Tom Felton - Cummings
- Thomas Kretschmann - Grigory Barovsky
- Olegar Fedoro - Sergei
- Derek Jacobi - Ross
- Connie Nielsen - Sumner
- Jake Fairbrother - Spinks

## Productie
Henry Cavill zou oorspronkelijk de rol van John Stratton spelen. Vijf dagen voordat de opnames zouden beginnen stapte hij uit het project vanwege 'creatieve onenigheden' rond het script. Hij werd vervangen door Dominic Cooper.

## Ontvangst
De film werd slecht ontvangen en behaalde een zeldzame 0%-score op Rotten Tomatoes; dit betekent dat alle recensies verzameld door de website negatief waren.
1. ↑  DOMINIC COOPER VERVANGT HENRY CAVILL IN 'STRATTON'. filmtotaal.nl (2015). Geraadpleegd op 20 oktober 2020.